# 포르노그라피티
포르노그라피티(ポルノグラフィティ, Porno Graffitti)는 히로시마현 인노시마 시(현재의 오노미치시) 출신인 오카노 아키히토(岡野 昭仁)와 신도 하루이치(新藤 晴一) 두 명으로 구성된 일본의 남자 록 밴드이다.

## 개략
1999년 9월 8일에 오카노, 신도, 타마(Tama) 세 명이서 싱글 "アポロ"(아폴로)로 데뷔했다. (타마는 2004년 6월 22일에 탈퇴) 밴드 이름은 미국의 록 밴드인 엑스트림이 1990년에 발매한 album "Extreme II : Pornograffitti"에서 유래되었다. 일본에선 흔히 포르노라는 약칭으로 부른다. 프로듀서는 ak.homma(에이케이 혼마, 본명 혼마 아키미츠, 本間 昭光)이다.
일본에선 싱글 "サウダージ"(Saudade), "アゲハ蝶"(호랑나비)와 앨범 "foo?", "PORNO GRAFFITTI BEST RED'S", "PORNO GRAFFITTI BEST BLUE'S"가 100만 장이 넘는 판매량을 기록했다. 게다가 "Mugen"은 2002년 한일 월드컵 NHK(일본 방송 협회) 공식 테마송으로 뽑혔다. 현재까지 오리콘 1위를 기록한 싱글은 "サウダージ"(Saudade), "サボテン"(선인장), "アゲハ蝶"(호랑나비), "ヴォイス"(Voice),ラック"(랙), "Winding Road", "あなたがここにいたら"(당신이 여기에 있다면), 앨범은 "PORNO GRAFFITTI BEST RED'S", "THUMPx", "PORNO GRAFFITTI BEST ACE"이다.

## 멤버

### 현멤버
- 오카노 아키히토(岡野 昭仁, 1974년 10월 15일 - ) : 보컬
- 신도 하루이치(新藤 晴一, 1974년 9월 20일 - ) : 기타

### 탈퇴 멤버
- 타마 (Tama, 1974년 4월 27일 - ) : 베이스 기타

## 음반

### 싱글
- Apollo(アポロ, 아폴로)

8cm 싱글 1999년 9월 8일 / 12cm 싱글 2006년 3월 29일 발매
오리콘 5위, 41만 장 판매
1. Apollo (アポロ, 아폴로)
작사: 하루이치 / 작곡: ak.homma
2. Romantist Egoist (ロマンチスト・エゴイスト, 로맨티스트 에고이스트)
작사: 하루이치 / 작곡: Ryo
3. Apollo (Backing track)(アポロ, 아폴로 (Backing track))
작곡: ak.homma

- 히토리노 요루(ヒトリノ夜, 나 홀로인 밤)

8cm 싱글 2000년 1월 26일 / 12cm 싱글 2006년 3월 29일 발매
오리콘 12위, 24만 장 판매
1. 히토리노 요루 (ヒトリノ夜, 나 홀로인 밤)
작사: 하루이치 / 작곡: ak.homma
2. Dilemma (ジレンマ, 딜레마)
작사: 하루이치 / 작곡: 시라타마
3. 히토리노 요루 (Backing track)(ヒトリノ夜, 나 홀로인 밤 (Backing track))
작곡: ak.homma

- Music Hour(ミュージック・アワー, 뮤직 아워)

2000년 7월 12일 발매
오리콘 5위, 46만 장 판매
1. Music Hour (ミュージック・アワー, 뮤직 아워)
작사: 하루이치 / 작곡: ak.homma
2. PRIME
작사: 아키히토 / 작곡: 시라타마
3. Century Lovers (LIVE!)
작사: 하루이치 / 작곡: ak.homma
4. Music Hour (Backing track)(ミュージック・アワー, 뮤직 아워 (Backing track))
작곡: ak.homma

- Saudade(サウダージ, 향수(鄕愁))

2000년 9월 13일 발매
오리콘 1위, 98만 장 판매 (사실상의 밀리언 셀러)
1. Saudade (サウダージ, 향수(鄕愁))
작사: 하루이치 / 작곡: ak.homma
2. 미츠메테 이루 (見つめている, 바라보고 있어)
작사 / 작곡: 아키히토
3. 츠메타이 테 (冷たい手 ～3年8ヵ月～, 차가운 손 ~3년 8개월~)
작사: 아키히토 / 작곡: 시라타마
4. Search the best way
작사: 시라타마, 하루이치 / 작곡: 시라타마

- 사보텐(サボテン, 선인장)

2000년 12월 6일 발매
오리콘 1위, 47만 장 판매
1. 사보텐 (サボテン, 선인장)
작사: 하루이치 / 작곡: 시라타마
2. Diary 00/08/26 (ダイアリー 00/08/26, 다이어리 00/08/26)
작사: 하루이치 / 작곡: 시라타마
3. 이츠카 아에타라 (いつか会えたら, 언젠가 만난다면)
작사 / 작곡: 하루이치
4. 사보텐 Sonority (サボテン, 패왕수 Sonority)
작사: 하루이치 / 작곡: 시라타마

- 아게하쵸-(アゲハ蝶, 호랑나비)

2001년 6월 27일 발매
오리콘 1위, 91만 장 판매
1. 아게하쵸- (アゲハ蝶, 호랑나비)
작사: 하루이치 / 작곡: ak.homma
2. 와카레바나시오 시요- (別れ話をしよう, 이별에 대한 이야기를 하자)
작사: 하루이치 / 작곡: 시라타마
3. 오-카미 (狼, 이리)
작사: 하루이치 / 작곡: ak.homma

- Voice(ヴォイス, 보이스)

2001년 10월 17일 발매
오리콘 2위, 34만 장 판매
1. Voice (ヴォイス, 보이스)
작사: 신도 하루이치 / 작곡: 혼마 아키미츠
2. Swing
작사 / 작곡: 오카노 아키히토
3. Lion (LIVE!)(ライオン, 라이온 (LIVE!))
작사: 하루이치 / 작곡: 시라타마

- 시아와세니 츠이테 혼키 다시테 칸가에테 미타(幸せについて本気出して考えてみた, 행복에 대해서 진지하게 생각해 봤다)

2002년 3월 6일 발매
오리콘 4위, 15만 장 판매
1. 시아와세니 츠이테 혼키 다시테 칸가에테 미타 (幸せについて本気出して考えてみた, 행복에 대해서 진지하게 생각해 봤다)
작사: 신도 하루이치 / 작곡: 타마
2. TV Star (TVスター, TV 스타)
작사 / 작곡: 신도 하루이치
3. 키미에노 Drive (キミへのドライブ, 그대에게로 가는 드라이브)
작사: 오카노 아키히토 / 작곡: ak.homma

- Mugen[1]

2002년 5월 15일 발매
오리콘 3위, 25만 장 판매
1. Mugen
작사: 신도 하루이치 / 작곡: ak.homma
2. Go Steady Go!
작사: 신도 하루이치 / 작곡: 타마
3. Bitter Sweet (LIVE!)(ビタースイート, 비터 스위트 (LIVE!))
작사: 신도 하루이치 / 작곡: 타마
4. Mugen (Orchestra Version)
작곡: ak.homma

- 우즈(渦, 소용돌이)

2003년 2월 5일 발매
오리콘 3위, 10만 장 판매
1. 우즈 (渦, 소용돌이)
작사: 신도 하루이치 / 작곡: 타마
2. World Saturday Graffiti (ワールド☆サタデーグラフティ, 월드 새터데이 그라피티)
작사: 신도 하루이치 / 작곡: ak.homma
3. 코-모리 (蝙蝠, 박쥐)
작사 / 작곡: 신도 하루이치

- 오토노 나이 모리(音のない森, 소리가 없는 숲)

2003년 8월 6일 발매
오리콘 5위, 7만 장 판매
1. awe
작곡: 오카노 아키히토
2. 오토노 나이 모리 (音のない森, 소리가 없는 숲)
작사 / 작곡: 오카노 아키히토
3. sonic
작곡: 오카노 아키히토

- Melissa(メリッサ)

2003년 9월 26일 발매
오리콘 2위, 37만 장 판매
1. Melissa (メリッサ, 멜리사)
작사: 신도 하루이치 / 작곡: ak.homma
2. 미에나이 세카이 (見えない世界, 보이지 않는 세계)
작사 / 작곡: 오카노 아키히토
3. 츠키카이 (月飼い, 달 기르기)
작사: 신도 하루이치 / 작곡: 타마

- 아이가 요부 호에(愛が呼ぶほうへ, 사랑이 부르는 쪽으로)

2003년 11월 6일 발매
오리콘 3위, 29만 장 판매
1. 아이가 요부 호에 (愛が呼ぶほうへ, 사랑이 부르는 쪽으로)
작사: 신도 하루이치 / 작곡: ak.homma
2. 유-히토 호시조라토 보쿠 (夕陽と星空と僕, 석양과 별 하늘과 나)
작사 / 작곡: 오카노 아키히토
3. Hard Days, Holy Night
작사: 신도 하루이치 / 작곡: ak.homma

- Lack(ラック, 랙)

2003년 12월 3일 발매
오리콘 1위, 10만 장 한정 판매
1. Lack (ラック, 랙)
작사: 신도 하루이치 / 작곡: 타마
2. Theme of "74ers"
작곡: 오카노 아키히토
3. Anotherday for "74ers"
작사: 신도 하루이치 / 작곡: 타마

- Sister(シスター, 시스터)

2004년 9월 8일 발매
오리콘 2위, 24만 장 판매
1. Sister (シスター, 시스터)
작사: 신도 하루이치 / 작곡: ak.homma
2. Human Being
작사: 오카노 아키히토 / 작곡: 신도 하루이치
3. 텐키 쇼쿠닌 (天気職人, 날씨 직공)
작사: 신도 하루이치 / 작곡: 오카노 아키히토

- 타소가레 Romance(黄昏ロマンス, 저녁나절 로맨스)

2004년 11월 10일 발매
오리콘 3위, 13만 장 판매
1. 타소가레 Romance (黄昏ロマンス, 저녁나절 로맨스)
작사 / 작곡: 신도 하루이치
2. Sheep ~song of teenage love soldier~
작사 / 작곡: 오카노 아키히토
3. 쇼-세츠노 요-니 (小説のように, 소설처럼)
작사: 오카노 아키히토 / 작곡: ak.homma

- Neomelodramatic / ROLL(ネオメロドラマティック / ROLL)

2005년 3월 2일 발매
오리콘 2위, 22만 장 판매
1. Neomelodramatic (ネオメロドラマティック, 네오멜로드라마틱)
작사: 신도 하루이치 / 작곡: ak.homma
2. ROLL
작사 / 작곡: 오카노 아키히토
3. Push Play (LIVE!)(プッシュプレイ, 푸시 플레이 (LIVE!))
작사 / 작곡: 신도 하루이치

- Na Na Na Summer Girl (NaNaNa サマーガール, Na Na Na 서머 걸)

2005년 8월 3일 발매
오리콘 3위, 11만 장 판매
1. Na Na Na Summer Girl (NaNaNa サマーガール, Na Na Na 서머 걸)
작사 / 작곡: 신도 하루이치
2. PRISON MANSION
작사: 신도 하루이치 / 작곡: ak.homma
3. 이나즈마 Thunder 99 (稲妻サンダー99, 번개 썬더 99)
작사 / 작곡: 포르노그라피티

- Yo Bailo / DON’T CALL ME CRAZY(ジョバイロ, 나는 춤 춘다 / DON’T CALL ME CRAZY)

2005년 11월 16일 발매
오리콘 3위, 18만 장 판매
1. Yo Bailo (ジョバイロ, 나는 춤 춘다)
작사: 신도 하루이치 / 작곡: ak.homma
2. DON’T CALL ME CRAZY
작사 / 작곡: 신도 하루이치
3. Free and Freedom
작사: 오카노 아키히토 / 작곡: 신도 하루이치

- 하네우마 Rider(ハネウマライダー, 야생마 라이더)

2006년 6월 28일 발매
오리콘 2위, 20만 장 판매
1. 하네우마 Rider (ハネウマライダー, 야생마 라이더)
작사: 신도 하루이치 / 작곡: ak.homma
2. June Brider (ジューンブライダー, 준 브라이더)
작사 / 작곡: 오카노 아키히토
3. 타네우마 Rider (タネウマライダー, 종마 라이더)
작사: 신도 하루이치 / 작곡: ak.homma

- Winding Road

2006년 10월 4일 발매
오리콘 1위
1. Winding Road
작사 / 작곡: 오카노 아키히토
2. Devil in Angel
작사 / 작곡: 오카노 아키히토
3. Wendy노 우스이 모지 (ウェンディの薄い文字, 웬디의 희미한 문자)
작사 / 작곡: 신도 하루이치

- Link(リンク)

2007년 7월 18일 발매
오리콘 2위
1. Link (リンク)
작사 / 작곡: 오카노 아키히토
2. Stand for one's wish
작사 / 작곡: 오카노 아키히토
3. It's on my mind
작사 / 작곡: 신도 하루이치

- 아나타가 코코니 이타라(あなたがここにいたら, 당신이 여기에 있다면)

2008년 2월 13일
오리콘 1위
1. 아나타가 코코니 이타라 (あなたがここにいたら, 당신이 여기에 있다면)
작사: 신도 하루이치 / 작곡: ak.homma
2. 호-루 (ホール, Hole)
작사 / 작곡: 오카노 아키히토
3. 오니온 수-프 (オニオンスープ, Onion Soup)
작사 / 작곡: 신도 하루이치

- 이타이 타치이치(痛い立ち位置, 아픈 위치)

2008년 6월 25일
오리콘 3위
1. 이타이 타치이치 (痛い立ち位置, 아픈 위치)
작사 / 작곡: 신도 하루이치
2. 사마-페-지 (サマーページ, Summer Page)
작사 / 작곡: 오카노 아키히토
3. 나이토 토레인 (ナイトトレイン, Night Train)
작사 / 작곡: 신도 하루이치

- Gift(ギフト, 기프트)

2008년 8월 20일
오리콘 2위
1. Gift (ギフト, 기프트)
작사: 신도 하루이치 / 작곡: 오카노 아키히토
2. Post Man ({{|lang|ja|ポストマン}}, 포스트 맨)
작사: 신도 하루이치 / 작곡: ak.homma
3. Diary 08/06/09 (ダイアリー 08／06／09, 다이어리 08/06/09)
작사: 오카노 아키히토 / 작곡: 신도 하루이치

- Love,too Death,too

2008년 10월 7일
오리콘 2위
1. Love,too Death,too
작사: 신도 하루이치 / 작곡: ak.homma
2. Good News (グッドニュース, 굿 뉴스)
작사 / 작곡: 오카노 아키히토
3. Time or Distance
작사: 오카노 아키히토 / 작곡: ak.homma

- 코요이, 츠키가 미에즈토모(今宵、月が見えずとも, 오늘밤, 달이 보이지 않더라도)

2008년 12월 10일
오리콘 2위
1. 코요이, 츠키가 미에즈토모 (今宵、月が見えずとも, 오늘밤, 달이 보이지 않더라도)
작사: 신도 하루이치 / 작곡: 오카노 아키히토
2. 코요이, 츠키가 미에즈토모 (今宵、月が見えずとも, 오늘밤, 달이 보이지 않더라도) (Instrumental Track)
작사: 신도 하루이치 / 작곡: 오카노 아키히토

### 앨범

#### 오리지널 앨범
- Romantist Egoist(ロマンチスト・エゴイスト, 로맨티스트 에고이스트)

2000년 3월 8일 발매
오리콘 4위, 41만 장 판매
1. Jazz up
작사: 하루이치 / 작곡: 시라타마
2. Century Lovers
작사: 하루이치 / 작곡: ak.homma
3. 히토리노 요루 (ヒトリノ夜, 나 홀로인 밤)
작사: 하루이치 / 작곡: ak.homma
4. Lion (ライオン, 라이온)
작사: 하루이치 / 작곡: 시라타마
5. 유-쇼쿠 ~Love is you~ (憂色 ~Love is you~, 우색 ~Love is you~)
작사: 하루이치 / 작곡: ak.homma
6. Heart Beat
작사 / 작곡: ak.homma
7. Machine Gun Talk (マシンガントーク, 머신 건 토크)
작사 / 작곡: ak.homma
8. Dessin #1 (デッサン#1, 데생 #1)
작사: 하루이치 / 작곡: 시라타마
9. Apollo (New Apollo Project Version)(アポロ, 아폴로 (New Apollo Project Version))
작사: 하루이치 / 작곡: ak.homma
10. Love You, Love You (ラビュー・ラビュー, 러브 유, 러브 유)
작사: 하루이치 / 작곡: 시라타마
11. Dilemma (How To Play "didgeridoo" Version)(ジレンマ, 딜레마 (How To Play "didgeridoo" Version))
작사: 하루이치 / 작곡: 시라타마
12. Libido (リビドー, 리비도)
작사: 아키히토 / 작곡: ak.homma
13. Romantist Egoist (ロマンチスト・エゴイスト, 로맨티스트 에고이스트)
작사: 하루이치 / 작곡: Ryo

- foo?

2001년 2월 28일 발매
오리콘 2위, 112만 장 판매
1. INNERVISIONS
작사: 아키히토 / 작곡: ak.homma
2. Guava Juice (グァバジュース, 구아바 주스)
작사: 하루이치 / 작곡: 시라타마
3. Saudade "D" tour style (サウダージ, 향수(鄕愁) "D" tour style
작사: 하루이치 / 작곡: ak.homma
4. 아이 나키... (愛なき…, 사랑없이...)
작사 / 작곡: 아키히토
5. 오레, 텐시 (オレ、天使, 나는 천사)
작사: 하루이치 / 작곡: 시라타마
6. 사보텐 (サボテン, 선인장)
작사: 하루이치 / 작곡: 시라타마
7. Name is man 기미노 미카타 (Name is man ～君の味方～, Name is man ~그대의 편~)
작사 / 작곡: 하루이치
8. Dessin #2 슌코 (デッサン#2 春光, 데생 #2 춘광)
작사 / 작곡: 하루이치
9. Music Hour Ver. 164 (ミュージック・アワー, 뮤직 아워 Ver. 164)
작사: 하루이치 / 작곡: ak.homma
10. 쿠-소- 가가쿠 쇼-넨 (空想科学少年, 공상 과학 소년)
작사 / 작곡: 하루이치
11. Report 21
작사 / 작곡: 아키히토
12. 요아케 마에니와 (夜明けまえには, 새벽녘에는)
작사: 아키히토 / 작곡: 시라타마

- 쿠모오모 츠카무 타미(雲をも摑む民, 구름도 잡는 민족)

2002년 3월 27일 발매
오리콘 2위, 49만 장 판매
1. 테키와 도코다? (敵はどこだ?, 적은 어딜까?)
작사: 신도 하루이치 / 작곡: 타마
2. Last of Hero (ラスト オブ ヒーロー, 라스트 오브 히어로)
작사: 신도 하루이치 / 작곡: ak.homma
3. 아게하쵸- (アゲハ蝶, 호랑나비 (Red Mix))
작사: 하루이치 / 작곡: ak.homma
4. Heart (ハート, 하트)
작사: 신도 하루이치 / 작곡: 타마
5. Aokage (아오카게[2])
작사 / 작곡: 오카노 아키히토
6. Christina (クリスチーナ, 크리스티나)
작사 / 작곡: 오카노 아키히토
7. n.t.
작사 / 작곡: 오카노 아키히토
8. Voice (ヴォイス, 보이스)
작사: 신도 하루이치 / 작곡: 혼마 아키미츠
9. Palette (パレット, 팔레트)
작사: 신도 하루이치 / 작곡: ak.homma
10. 시아와세니 츠이테 혼키 다시테 칸가에테 미타 (Album Version)(幸せについて本気出して考えてみた (アルバムバージョン), 행복에 대해서 진지하게 생각해 봤다 (앨범 버전))
작사: 신도 하루이치 / 작곡: 타마
11. 니세 카노죠 (ニセ彼女, 가짜 그녀)
작사: 신도 하루이치 / 작곡: 타마
12. Bitter Sweet (ビタースイート, 비터 스위트)
작사: 신도 하루이치 / 작곡: 타마
13. 요루와 오시즈카니 (夜はお静かに, 밤은 조용히)
작사: 신도 하루이치 / 작곡: 타마

- WORLDILLIA

2003년 2월 26일 발매
오리콘 2위, 21만 장 판매
1. CLUB UNDERWORLD
작사: 신도 하루이치 / 작곡: 다마
2. 와쿠세- 키미 (惑星キミ, 혹성 "그대")
작사 / 작곡: 오카노 아키히토
3. Element L (元素(エレメント)L, 엘레멘트 L)
작사: 신도 하루이치 / 작곡: ak.homma
4. Mugen
작사: 신도 하루이치 / 작곡: ak.homma
5. Dessin #3 (デッサン#3, 데생 #3)
작사 / 작곡: 신도 하루이치
6. Vintage (ヴィンテージ, 빈티지)
작사 / 작곡: 오카노 아키히토
7. World Saturday Graffiti (***)(ワールド☆サタデーグラフティ (★★★), 월드 새터데이 그라피티 (별 세 개))
작사: 신도 하루이치 / 작곡: ak.homma
8. 스바라시키 진세이 카나? (素晴らしき人生かな?, 훌륭한 인생일까?)
작사: 오카노 아키히토 / 작곡: 다마
9. 아카이 Orange (朱いオレンジ, 빨간 오렌지)
작사 / 작곡: 오카노 아키히토
10. Go Steady Go!
작사: 신도 하루이치 / 작곡: 다마
11. Karman노 사카 (カルマの坂, 카르먼의 고갯길[3])
작사: 신도 하루이치 / 작곡: ak.homma
12. didgedilli
작곡: 신도 하루이치
13. 우즈 (Helix Track)(渦, 소용돌이 (Helix Track))
작사: 신도 하루이치 / 작곡: 다마
14. 쿠치비루니 우타 (くちびるにうた, 입술에 노래)
작사 / 작곡: 신도 하루이치

- THUMPx

2005년 4월 20일 발매
오리콘 1위, 42만 장 판매
1. Ouch!!
작사: 오카노 아키히토 / 작곡: 신도 하루이치
2. Neomelodramatic (ネオメロドラマティック, 네오멜로드라마틱)
작사: 신도 하루이치 / 작곡: ak.homma
3. 도쿄 Landscape (東京ランドスケープ, 도쿄 랜드스케입)
작사: 오카노 아키히토 / 작곡: ak.homma
4. We Love Us
작사: 신도 하루이치 / 작곡: 오카노 아키히토
5. 타소가레 Romance (黄昏ロマンス, 저녁나절 로맨스)
작사 / 작곡: 신도 하루이치
6. Twilight, Twilight (Twilight, トワイライト, Twilight, 트와일라잇)
작사 / 작곡: 오카노 아키히토
7. ROLL
작사 / 작곡: 오카노 아키히토
8. Sister (シスター, 시스터)
작사: 신도 하루이치 / 작곡: ak.homma
9. Dreamer (ドリーマー, 드리머)
작사: 신도 하루이치 / 작곡: ak.homma
10. 샤인 on the beach (社員 on the beach, 사원 on the beach)
작사 / 작곡: 신도 하루이치
11. Push Play (プッシュプレイ, 푸시 플레이)
작사 / 작곡: 신도 하루이치
12. 우타카타 (うたかた, 거품)
작사: 오카노 아키히토 / 작곡: ak.homma
13. 난도모 (何度も, 몇 번이나)
작사 / 작곡: 신도 하루이치
14. Let’s go to the answer
작사 / 작곡: 오카노 아키히토

- m-CABI

2006년 11월 22일 발매
오리콘 2위, 29만장 판매
1. m-NAVI 1 "Ride on!! Blue vehicle!"
작곡: 오카노 아키히토
2. 하네우마 Rider (ハネウマライダー, 날뛰기 말 라이더)
작사: 신도 하루이치 / 작곡: ak.homma
3. BLUE SKY
작사 / 작곡: 오카노 아키히토
4. BLUE SNOW
작사: 신도 하루이치 / 작곡: ak.homma
5. m-NAVI 2 "Keep on having fun with the MUSIC CABINET"
작곡: 오카노 아키히토
6. Winding Road
작사 / 작곡: 오카노 아키히토
7. 큐-지츠 (休日, 휴일)
작사: 오카노 아키히토 / 작곡: ak.homma
8. Na Na Na Summer Girl (NaNaNa サマーガール, Na Na Na 서머 걸)
작사 / 작곡: 신도 하루이치
9. DON’T CALL ME CRAZY
작사 / 작곡: 신도 하루이치
10. Yo Bailo (ジョバイロ, 저는 춤 춘다)
작사: 신도 하루이치 / 작곡: ak.homma
11. m-NAVI 3 "Ready? Silvia, Geronimo, and Lily?"
작사: 신도 하루이치 / 작곡: 오카노 아키히토
12. 츠키아카리노 Silvia (月明りのシルビア, 달빛의 실비아)
작사: 오카노 아키히토 / 작곡: 신도 하루이치
13. Mr. Geronimo (Mr. ジェロニモ, Mr. 제로니모)
작사 / 작곡: 오카노 아키히토
14. 요코하마 Lily (横浜リリー, 요코하마 릴리)
작사: 신도 하루이치 / 작곡: ak.homma
15. m-NAVI 4 "Let’s enjoy till the end"
작사: 신도 하루이치 / 작곡: 오카노 아키히토 / 영어보작사: Quanaca
16. Line (ライン, 라인)
작사: 신도 하루이치 / 작곡: 오카노 아키히토
17. Gravity (グラヴィティ, 그래비티)
작사 / 작곡: 신도 하루이치

Extra-track CD (초회 판 한정)
1. Na Na Na Winter Girl (NaNaNa ウィンターガール, Na Na Na 윈터 걸)

작사 / 작곡: 신도 하루이치
- Porno Graffitti(ポルノグラフィティ, 포르노그라피티)

2007년 8월 29일 발매
오리콘 2위, 18만장 판매
1. Link (リンク, 링크)
작사 / 작곡: 오카노 아키히토
2. 우츠세미 (空蝉, 매미 허물)
작사 / 작곡: 오카노 아키히토
3. Walker (ウォーカー, 워커)
작사 / 작곡: 신도 하루이치
4. Bears (ベアーズ, 베어즈)
작사 / 작곡: 신도 하루이치
5. 노-후토 아카이 스카-후 (農夫と赤いスカーフ, 농부와 붉은 스카프)
작사: 신도 하루이치 / 작곡: ak.homma
6. 텟츠이 (鉄槌, 철퇴)
작사 / 작곡: 신도 하루이치
7. Light and Shadow
작사 / 작곡: 오카노 아키히토
8. My 80's
작사: 오카노 아키히토 / 작곡: 신도 하루이치
9. 롯쿠반도가 얏테키타 (ロックバンドがやってきた, 록 밴드가 왔다)
작사: 신도 하루이치 / 작곡: ak.homma
10. Please say yes, yes, yes
작사 / 작곡: 신도 하루이치
11. 소라이로 (そらいろ, 하늘색)
작사 / 작곡: 오카노 아키히토

#### 베스트 앨범
- PORNO GRAFFITTI BEST RED'S

2004년 7월 28일 발매
오리콘 1위, 102만 장 판매
1. Music Hour (ミュージック・アワー, 뮤직 아워)
작사: 하루이치 / 작곡: ak.homma
2. Century Lovers
작사: 하루이치 / 작곡: ak.homma
3. 아이가 요부 호-에 (愛が呼ぶほうへ, 사랑이 부르는 쪽으로)
작사: 신도 하루이치 / 작곡: ak.homma
4. Saudade (サウダージ, 향수(鄕愁))
작사: 하루이치 / 작곡: ak.homma
5. Voice (ヴォイス, 보이스)
작사: 신도 하루이치 / 작곡: 혼마 아키미츠
6. Lack (ラック, 랙)
작사: 신도 하루이치 / 작곡: 타마
7. 시아와세니 츠이테 혼키 다시테 칸가에테 미타 (幸せについて本気出して考えてみた, 행복에 대해서 진지하게 생각해 봤다)
작사: 신도 하루이치 / 작곡: 타마
8. Go Steady Go!
작사: 신도 하루이치 / 작곡: 타마
9. 오-카미 (狼, 이리)
작사: 하루이치 / 작곡: ak.homma
10. Vintage (ヴィンテージ, 빈티지)
작사 / 작곡: 오카노 아키히토
11. Dilemma (ジレンマ, 딜레마)
작사: 하루이치 / 작곡: 시라타마
12. Mugen
작사: 신도 하루이치 / 작곡: ak.homma
13. Films (フィルムズ, 필름즈)
작사: 신도 하루이치 / 작곡: ak.homma

- PORNO GRAFFITTI BEST BLUE'S

2004년 7월 28일 발매
오리콘 2위, 91만 장 판매 (사실상의 밀리언 셀러)
1. Apollo (アポロ, 아폴로)
작사: 하루이치 / 작곡: ak.homma
2. 사보텐 (サボテン, 선인장)
작사: 하루이치 / 작곡: 시라타마
3. 오레, 텐시 (オレ、天使, 나는 천사)
작사: 하루이치 / 작곡: 시라타마
4. 아게하쵸- (アゲハ蝶, 호랑나비)
작사: 하루이치 / 작곡: ak.homma
5. Love You, Love You (ラビュー・ラビュー, 러브 유, 러브 유)
작사: 하루이치 / 작곡: 시라타마
6. 오토노 나이 모리 (音のない森, 소리가 없는 숲)
작사 / 작곡: 오카노 아키히토
7. 우즈 (渦, 소용돌이)
작사: 신도 하루이치 / 작곡: 타마
8. 히토리노 요루 (ヒトリノ夜, 나 홀로인 밤)
작사: 하루이치 / 작곡: ak.homma
9. Heart (ハート, 하트)
작사: 신도 하루이치 / 작곡: 타마
10. Palette (パレット, 팔레트)
작사: 신도 하루이치 / 작곡: ak.homma
11. Karman노 사카 (カルマの坂, 카르먼의 고갯길)
작사: 신도 하루이치 / 작곡: ak.homma
12. Melissa (メリッサ, 멜리사)
작사: 신도 하루이치 / 작곡: ak.homma
13. 마호로바 마루야마 (まほろば○△(円山), 훌륭한 거리 마루야마[4])
작사 / 작곡: 신도 하루이치

- PORNO GRAFFITTI BEST ACE

2008년 10월 29일 발매예정
1. 하네우마라이다- (ハネウマライダー, 야생마 라이더)
작사: 신도 하루이치 / 작곡: ak.homma
2. Gift (ギフト, 기프트)
작사: 신도 하루이치 / 작곡: 오카노 아키히토
3. Neo Melodramatic (ネオメロドラマティック, 네오멜로드라마틱)
작사: 신도 하루이치 / 작곡: ak.homma
4. Line (ライン, 라인)
작사: 신도 하루이치 / 작곡: 오카노 아키히토
5. 타소가레 로망스 (黄昏ロマンス, 황혼 로맨스)
작사 / 작곡: 신도 하루이치
6. NaNaNa Summer Girl (NaNaNa サマーガール, NaNaNa 서머 걸)
작사 / 작곡: 신도 하루이치
7. 토-쿄- 란도스케-프 (東京ランドスケープ, 도쿄 랜드스케이프)
작사: 오카노 아키히토 / 작곡: ak.homma
8. Please say yes, yes, yes
작사 / 작곡: 신도 하루이치
9. Winding Road
작사 / 작곡: 오카노 아키히토
10. 아나타가 코코니 이타라 (あなたがここにいたら, 당신이 여기에 있다면)
작사: 신도 하루이치 / 작곡: ak.homma
11. We Love Us
작사: 신도 하루이치 / 작곡: 오카노 아키히토
12. 소라이로 (そらいろ, 하늘색)
작사 / 작곡: 오카노 아키히토
13. A New Day
작사: 신도 하루이치 / 작곡: ak.homma

- PORNO GRAFFITTI BEST JOKER

2008년 10월 29일 발매 예정
1. Love,too Death,too
작사: 신도 하루이치 / 작곡: ak.homma
2. ROLL
작사 / 작곡: 오카노 아키히토
3. Yo Bailo (ジョバイロ, 나는 춤을 춘다)
작사: 신도 하루이치 / 작곡: ak.homma
4. 이타이 타치이치 (痛い立ち位置, 아픈 위치)
작사 / 작곡: 신도 하루이치
5. Gravity (グラヴィティ, 그래비티)
작사 / 작곡: 신도 하루이치
6. 요코하마 리리- (横浜リリー, 요코하마 릴리)
작사: 신도 하루이치 / 작곡: ak.homma
7. Link (リンク, 링크)
작사 / 작곡: 오카노 아키히토
8. m-FLOOD
작사: 신도 하루이치 / 작곡: 오카노 아키히토
9. DON’T CALL ME CRAZY
작사 / 작곡: 신도 하루이치
10. Sister (シスター, 시스터)
작사: 신도 하루이치 / 작곡: ak.homma
11. 우타카타 (うたかた, 물거품)
작사: 오카노 아키히토 / 작곡: ak.homma
12. Bears (ベアーズ, 베어즈)
작사 / 작곡: 신도 하루이치
13. 야쿠소쿠노 아사 (約束の朝, 약속의 아침)
작사: 신도 하루이치 / 작곡: ak.homma

### DVD
- Tour 08452 ~Welcome to my heart~

(2000년 9월 6일)
1. Jazz up
작사: 신도 하루이치 / 작곡: Tama
2. Machinegun Talk (マシンガントーク, 머신건 토크)
작사 / 작곡: ak.homma
3. Lion (ライオン, 라이온)
작사: 신도 하루이치 / 작곡: Tama
4. リビドー
작사: 오카노 아키히토 / 작곡: ak.homma
5. PRIME
작사: 오카노 아키히토 / 작곡: Tama
6. Heart Beat
작사 / 작곡: ak.homma
7. Dilemma (ジレンマ, 딜레마)

- Porno Graffitti Visual Works OPENING LAP

2001년 3월 14일
1. Apollo (アポロ, 아폴로)
작사: 신도 하루이치 / 작곡: ak.homma
2. 히토리노 요루 (ヒトリノ夜, 혼자만의 밤)
작사: 신도 하루이치 / 작곡: ak.homma
3. Music Hour (ミュージック・アワー, 뮤직 아워)
작사: 신도 하루이치 / 작곡: ak.homma
4. Saudade (サウダージ, 사우다지(애수))
5. 사보텐 (サボテン, 선인장)
작사: 신도 하루이치 / 작곡: Tama
6. Diary 00/08/26 (ダイアリー 00/08/26, 다이어리 00/08/26)
작사: 신도 하루이치 / 작곡: Tama

- "BITTER SWEET MUSIC BIZ" LIVE IN BUDOKAN 2002

2003년 3월 26일
1. 테키와 도코다? (敵はどこだ？, 적은 어디에?)
작사: 신도 하루이치 / 작곡: Tama
2. 쿠-소- 카가쿠 쇼-넨 (空想科学少年, 공상과학소년)
작사 / 작곡: 신도 하루이치
3. 아게하쵸- (アゲハ蝶, 호랑나비)
작사: 신도 하루이치 / 작곡: ak.homma
4. Music Hour (ミュージック・アワー, 뮤직아워)
작사: 신도 하루이치 / 작곡: ak.homma
5. Report 21
작사 / 작곡: 오카노 아키히토
6. n.t.
작사 / 작곡: 오카노 아키히토
7. Heart (ハート, 하트)
작사: 신도 하루이치 / 작곡: Tama
8. Aokage
작사 / 작곡: 오카노 아키히토
9. Guitar Inst (didgedilli)
작곡: 신도 하루이치
10. Last of Hero (ラスト　オブ　ヒーロー, 라스트 오브 히어로)
작사: 신도 하루이치 / 작곡: ak.homma
11. Saudade (サウダージ, 사우다지(애수))
작사: 신도 하루이치 / 작곡: ak.homma
12. Century Lovers
작사: 신도 하루이치 / 작곡: ak.homma
13. 시아와세니 츠이테 혼키다시테 칸가에테미타 (幸せについて本気出して考えてみた, 행복에 대해서 진심으로 생각해 보았어)
작사: 신도 하루이치 / 작곡: Tama
14. Mugen (몽환, 무한의 중의적 표현)
작사: 신도 하루이치 / 작곡: ak.homma
15. 오-카미 (狼, 이리)
작사: 신도 하루이치 / 작곡: ak.homma
16. Jazz up
작사: 신도 하루이치 / 작곡: Tama
17. Bitter Sweet (ビタースイート, 비터 스윗)
작사: 신도 하루이치 / 작곡: Tama
18. LIVE ON LIVE
작사 / 작곡: 오카노 아키히토

- "74ers" LIVE IN OSAKA-JO HALL 2003

2004년 3월 24일
1. Introduction of "74ers"
2. Theme of "74ers"
작곡: Tama
3. Voice (ヴォイス, 보이스)
작사: 신도 하루이치 / 작곡: 혼마 아키미츠
4. 미에나이 세카이 (見えない世界, 보이지 않는 세계)
작사 / 작곡: 오카노 아키히토
5. 츠키카이 (月飼い, 달 키우기)
작사: 신도 하루이치 / 작곡: Tama
6. 와쿠세- 키미 (惑星キミ, 혹성 너)
작사 / 작곡: 오카노 아키히토
7. Palette (パレット, 파렛트)
작사: 신도 하루이치 / 작곡: ak.homma
8. 시아와세니 츠이테 혼키다시테 칸가에테미타 (幸せについて本気出して考えてみた, 행복에 대해서 진심으로 생각해 보았어)
작사: 신도 하루이치 / 작곡: Tama
9. Butterfly ～awe～
작곡: 오카노 아키히토
10. 오토노 나이 모리 (音のない森, 소리없는 숲)
작사 / 작곡: 오카노 아키히토
11. 우즈 (渦, 소용돌이)
작사: 신도 하루이치 / 작곡: Tama
12. LACK (ラック, 결핍)
작사: 신도 하루이치 / 작곡: Tama
13. 카르마노 사카 (カルマの坂, 카르마의 언덕)
작사: 신도 하루이치 / 작곡: ak.homma
14. ～sonic～
작곡: 오카노 아키히토
15. Anotherday for "74ers"
작곡: Tama
16. CLUB UNDERWORLD
작사: 신도 하루이치 / 작곡: Tama
17. Go Steady Go!
작사: 신도 하루이치 / 작곡: Tama
18. Machinegun Talk (マシンガントーク, 머신건 토크)
작사 / 작곡: ak.homma
19. Mugen (몽환, 무한의 중의적 표현)
작사: 신도 하루이치 / 작곡: ak.homma
20. Hard Days, Holy Night
작사: 신도 하루이치 / 작곡: ak.homma
21. Melissa (メリッサ, 멜리사(레몬밤))
작사: 신도 하루이치 / 작곡: ak.homma
22. 아이가 요부 호-에 (愛が呼ぶほうへ, 사랑이 부르는 곳으로)
작사: 신도 하루이치 / 작곡: ak.homma
23. Theme of "74ers" (Ending Version)
작곡: Tama
24. Vintage (ヴィンテージ, 빈티지)
작사 / 작곡: 오카노 아키히토
25. Christina (クリスチーナ, 크리스티나)
작사 / 작곡: 오카노 아키히토
26. Dilemma (ジレンマ, 딜레마)
작사: 신도 하루이치 / 작곡: Tama
27. End Roll

- 5th Anniversary Special Live "PURPLE'S" IN TOKYO TAIIKUKAN 2004

2005년 3월 24일
1. Music Hour (ミュージック・アワー, 뮤직 아워)
작사: 신도 하루이치 / 작곡: ak.homma
2. 마호로바 마루야마 (まほろば○△(円山), 명승지 마루야마)
작사 / 작곡: 신도 하루이치
3. Films (フィルムズ, 필름즈)
작사: 신도 하루이치 / 작곡: ak.homma
4. Saudade (サウダージ, 사우다지(애수))
작사: 신도 하루이치 / 작곡: ak.homma
5. 텐키 쇼쿠닌 (天気職人, 날씨장인)
작사 / 작곡: 오카노 아키히토
6. 아이가 요부 호-에 (愛が呼ぶほうへ, 사랑이 부르는 곳으로)
작사: 신도 하루이치 / 작곡: ak.homma
7. Sheep ～Song of teenage love soldier～
작사 / 작곡: 오카노 아키히토
8. Century Lovers
작사: 신도 하루이치 / 작곡: ak.homma
9. Apollo (アポロ, 아폴로)
작사: 신도 하루이치 / 작곡: ak.homma
10. Human Being
작사: 오카노 아키히토 / 작곡: 신도 하루이치
11. 토-쿄- 란도 스케-프 (東京ランドスケープ, 동경 랜드 스케이프)
작사: 오카노 아키히토 / 작곡: ak.homma
12. 오토노 나이 모리 (音のない森, 소리없는 숲)
작사 / 작곡: 오카노 아키히토
13. Sister (シスター, 수녀)
작사: 신도 하루이치 / 작곡: ak.homma
14. 아게하쵸- (アゲハ蝶, 호랑나비)
작사: 신도 하루이치 / 작곡: ak.homma
15. Neo Melodramatic (ネオメロドラマティック, 네오멜로드라마틱)
작사: 신도 하루이치 / 작곡: ak.homma
16. 히토리노 요루 (ヒトリノ夜, 혼자만의 밤)
작사: 신도 하루이치 / 작곡: ak.homma
17. Mugen (무한, 몽환)
작사: 신도 하루이치 / 작곡: ak.homma
18. Melissa (メリッサ, 멜리사(레몬밤))
작사: 신도 하루이치 / 작곡: ak.homma
19. 타소가레 로만스 (黄昏ロマンス, 황혼 로맨스)
작사 / 작곡: 신도 하루이치
20. Push Play (プッシュプレイ, 푸쉬 플레이)
작사 / 작곡: 신도 하루이치
21. Dilemma (ジレンマ, 딜레마)
작사: 신도 하루이치 / 작곡: Tama

- 7th LIVE CIRCUIT "SWITCH" 2005

2006년 3월 29일
1. 이나즈마 산다- 99 (稲妻サンダー９９, 번개 선더 99)
작사 / 작곡: 포르노그라피티
2. Let's go to the answer
작사 / 작곡: 오카노 아키히토
3. Heart Beat
작사 / 작곡: ak.homma
4. 도레다케 지분오 ON사세루카 (どれだけ自分をONさせるか, 얼마나 자신을 ON시킬까)（※다큐）
5. Bitter Sweet (ビタースイート, 비터 스윗)
작사: 신도 하루이치 / 작곡: Tama
6. 포르노그라피티, 키마시타요~ (ポルノグラフィティ、来ましたよ～, 포르노그라피티, 왔어요~)（※다큐）
7. 토-쿄- 란도스케-프 (東京ランドスケープ, 동경 랜드스케이프)
작사: 오카노 아키히토 / 작곡: ak.homma
8. DON'T CALL ME CRAZY
작사 / 작곡: 신도 하루이치
9. 나니오 시테룬다로??? (何をしてるんだろう???, 뭘 하는 걸까???)（※다큐）
10. Free and Freedom
작사 / 작곡: 신도 하루이치
11. 난도모 (何度も, 몇번이고)
작사 / 작곡: 신도 하루이치
12. Twilight, Twilight (Twilight,トワイライト, 트와이라이트, 트와이라이트)
작사 / 작곡: 오카노 아키히토
13. 아이가 요부 호-에 (愛が呼ぶほうへ, 사랑이 부르는 곳으로)
작사: 신도 하루이치 / 작곡: ak.homma
14. ROLL
작사 / 작곡: 오카노 아키히토
15. SG오 츠카오-! (SGを使おう！, SG를 사용하자!（※다큐）
16. 삿포로 페니레-ㄴ (札幌ペニーレーン, 삿포로 페니레인)（※다큐）
17. Yo Bailo (ジョバイロ, 죠 바일로(나는 춤춘다))
작사: 신도 하루이치 / 작곡: ak.homma
18. Neo Melodramatic (ネオメロドラマティック, 네오멜로드라마틱)
작사: 신도 하루이치 / 작곡: ak.homma
19. 사이고마데 야루카라! (最後までやるから！, 마지막까지 할 거니까!)（※다큐）
20. 호-루 코-엔 사이슈-히 (ホール公演最終日, 홀 공연 마지막 날)（※다큐）
21. We Love Us
작사: 신도 하루이치 / 작곡: 오카노 아키히토
22. ジレンマ～Hard Days,Holy Night
작사: 신도 하루이치 / 작곡: Tama

- Yokohama Romance Porno'06 ～Catch the HANEUMA～ IN YOKOHAMA STADIUM (横浜ロマンスポルノ'06 ～キャッチ ザ ハネウマ～ IN YOKOHAMA STADIUM)

2007년 2월 28일
DISC 01
1. 타네우마라이다- (タネウマライダー, 종마 라이더)
작사: 신도 하루이치 / 작곡: ak.homma
2. 시아와세니 츠이테 혼키다시테 칸가에테미타 (幸せについて本気出して考えてみた, 행복에 대해서 진심으로 생각해 보았어)
작사: 신도 하루이치 / 작곡: ak.homma
3. Saudade (サウダージ, 애수)
작사: 신도 하루이치 / 작곡: ak.homma
4. 텐키쇼쿠닌 (天気職人, 날씨장인)
작사: 신도 하루이치 / 작곡: 오카노 아키히토
5. Sister (シスター, 수녀)
작사: 신도 하루이치 / 작곡: ak.homma
6. Yo Bailo (ジョバイロ, 나는 춤을 춘다)
작사: 신도 하루이치 / 작곡: ak.homma
7. Melissa (メリッサ, 레몬밤)
작사: 신도 하루이치 / 작곡: ak.homma
8. 히토리노 요루 (ヒトリノ夜, 혼자만의 밤)
작사: 신도 하루이치 / 작곡: ak.homma
9. Before Century~Century Lovers
작사: 신도 하루이치 / 작곡: ak.homma
10. 우타카타 (うたかた, 물거품)
작사: 오카노 아키히토 / 작곡: ak.homma
11. 유-히토 호시조라토 보쿠 (夕陽と星空と僕, 석양과 별하늘과 나)
작사 / 작곡: 오카노 아키히토
12. 난도모 (何度も, 몇번이고)
작사 / 작곡: 신도 하루이치
13. Gravity (로맨스 기타-)(グラヴィティ（ロマンスギター）, 그래비티(로맨스 기타))
작곡: 신도 하루이치
14. June Brider (ジューンブライダー, 6월의 신부)
작사 / 작곡: 오카노 아키히토
15. Winding Road
작사 / 작곡: 오카노 아키히토

DISC 02
1. 아이나키… (愛なき．．．, 사랑없이…)
작사 / 작곡: 오카노 아키히토
2. LACK (ラック, 결핍)
작사: 신도 하루이치 / 작곡: Tama
3. 쿠-소- 카가쿠 쇼-넨 (空想科学少年, 공상과학소년)
작사 / 작곡: 신도 하루이치
4. POISON
작사 / 작곡: 호테이 토모야스
5. Push Play (プッシュプレイ, 푸쉬 플레이)
작사 / 작곡: 신도 하루이치
6. NaNaNa Summer Girl (NaNaNa サマーガール, NaNaNa 서머 걸)
작사 / 작곡: 신도 하루이치
7. Music Hour (ミュージック・アワー, 뮤직 아워)
작사: 신도 하루이치 / 작곡: ak.homma
8. 하네우마 라이다- (ハネウマライダー, 야생마 라이더)
작사: 신도 하루이치 / 작곡: ak.homma
9. 아이가 요부 호-에 (愛が呼ぶほうへ, 사랑이 부르는 곳으로)
작사: 신도 하루이치 / 작곡: ak.homma
10. Romantist Egoist (ロマンチスト・エゴイスト, 로맨티스트 에고이스트)
작사: 신도 하루이치 / 작곡: Ryo
11. Dilemma (ジレンマ, 딜레마)
작사: 신도 하루이치 / 작곡: Tama

## 참가 작품

### 앨범
트리뷰트 앨범
- Words of 雪之丞 (Words of 유키노조)

2006년 4월 26일 발매
수록곡 "POISON" (원곡 가수 : 호테이 도모야스)
캄필레이션 앨범
- PROJECT 2002 The Monsters

2001년 10월 24일 한일 동시 발매
수록곡 "サウダージ"(Saudade)
- 2002 FIFA WORLD CUP OFFICIAL ALBUM SONGS OF KOREA / JAPAN

2002년 5월 29일 한일 동시 발매
수록곡 "Go Steady Go!" (한국 판 미수록)

### DVD
- ap bank fes '05 - Bank Band with Great Artists & Mr. Children

2005년 12월 21일 발매
수록곡 "アゲハ蝶"(범나비)

### 애니메이션
- 명탐정 코난: 업화의 해바라기 ost

2015년 4월 16일 발매
수록곡 "오!리발"
- 나의 히어로 아카데미아 1기 ost

곡 "The Day"

## 서적
1. ワイラノ クロニクル (우리들의 역사, 2001년 3월 23일)
2. Real Days (2004년 4월 19일)
3. 自宅にて (자택에서, 2006년 1월 1일)
4. Porno Graffitti document photo book 7th LIVE CIRCUIT "SWITCH" (2006년 3월 29일)

## 같이 보기
- 타마 - 원멤버. 현재는 단독으로 활동하고 있다.
- aiko - 친한 친구. 데뷔하기 전에 친구가 됐다.
- Buzy - 하루이치가 작사한 노래를 노래했던 여자 그룹.
- 가메다 세이지 - ハネウマライダー(하네우마라이다-, 야생마 라이더)를 리코딩했을 때에 베이스 기타를 쳤다.
- 인노시마 시 - 출신지
- 스가시카오 - 보컬 오카노 아키히토가 좋아하는 아티스트. 2007년 2월 2일 방송 僕らの音楽(보쿠라노 온가쿠, 우리들의 음악)에서 스가시카오의 黄金の月 콜라보.
- 모리야마 료코 - 2008년 3월 5일 커버 앨범 春夏秋冬(슌카슈-토-, 춘하추동)에 サウダージ(사우다지, 애수(Saudade)) 커버 수록.
- Perfume - 24번째 싱글 痛い立ち位置 PV에 출연, 콜라보.